# Ensemble
Et ensemble er en særlig form for samarbejdende gruppe af kunstnere, for eksempel musikere, skuespillere eller dansere.
Inden for musik spiller et ensemble kammermusik. Drejer det sig om jazz, taler man om kammerjazz.
Et ensemble består af mere end én person, men er ikke et helt orkester. Den øvre grænse er svær at sætte, men typisk er en besætning på flere end 8-9 personer (en oktet eller nonet) ude over grænsen for at man kan kalde besætningen et ensemble. Ofte betegner man heller ikke en duo (besætning på to personer) som et ensemble.
Da ensembler på over fem personer er mere sjældne, eller i hvert fald mindre faste, kaldes disse også under fælles betegnelse kammerorkestre.
Kendetegnende et ensemble/kammerorkester er også at de oftest spiller uden dirigent. Dette kan lade sig gøre, da der er få personer, og man derfor kan holde god kontakt med alle.
Teater: På et ensembleteater er skuespillerne fastansat, i modsætning til et teater der baserer sit virke på freelancere.
I et teater kan et ensemble også være statister - altså "fyld" på scenen.